# 컴 아웃 파이팅
《컴 아웃 파이팅》(영어: Fighting)은 미국에서 제작된 디토 몬티얼 감독의 2009년 스포츠 액션 영화이다. 채닝 테이텀, 테런스 하워드 등이 출연하였고, 케빈 미셔 등이 제작에 참여하였다.

## 줄거리
뉴욕 라디오 시티 뮤직 홀 인근 구역을 장악한 암표상 하비는 모퉁이에서 위조 상품을 파는 숀을 쫓아내려고 한다. 숀은 하비의 수하들에게 맞서 싸우고, 이를 계기로 하비는 숀에게 타고난 재능이 있음을 알아챈다. 하비는 숀에게 거액의 판돈이 걸리며 승자 독식제인 지하 싸움판에 끼어들 것을 권한다.
숀은 하비를 매니저로 두고 맨주먹으로 겨루는 싸움판에서 프로 선수 등 다양한 인물들과 맞붙으며 신예 스타로 떠오른다. 숀의 세 번째 싸움 상대는 예전에 같은 대학 팀 소속이었으며 숀의 아버지에게서 코칭을 받은 전문 격투가 에번이다. 하비는 친구이자 라이벌인 마티네즈와 그의 동업자들이 돈을 벌 수 있도록 이번 싸움을 고의로 져달라고 숀에게 부탁한다. 숀은 가까운 사이가 된 줄라이 역시 하비를 대신하여 같은 내기에 거금을 걸었다는 걸 알게 되는데...

## 출연진
- 채닝 테이텀 - 숀 맥아더 역
- 테런스 하워드 - 하비 보든 역
- 루이스 구스만 - 마티네즈 역
- 브라이언 화이트 - 에번 헤일리 역
- 플라코 나바하 - 제이본 윌킨슨 / 레이 레이 역
- 컹 리 - 드래건 리 역
- 술라이 에나오 - 줄라이 벌레즈 역
- 로저 갠베어 스미스 - 잭 댄싱 역
- 앤서니 디샌도 - 크리스토퍼 앤서니 역
- 피터 탬배키스 - Z 역
- 마이클 리베라 - 에이잭스 역

## 기타 제작진
- 협력 제작: 킴 서로위츠
- 배역: 어맨다 매키 존슨, 캐시 샌드리치
- 미술: 터리스 디프레이
- 세트: 밀라 카레비치
- 의상: 커트 앤드 바트